# Klettgau
Klettgau és el nom d'una regió històrica de la que formen part tant els cantons suïssos de Schaffhausen, Argòvia i Zúric, com, a la part alemanya, terres de Baden-Württemberg.

## Història
Ja en l'Edat de Pedra els caçadors foren atrets al Klettgau durant el Paleolític Superior; nombroses eines de pedra van ser trobades (i ara són al museu del castell de Bad Säckingen Schönau). Lloc destacats són la font Kesslerloch, i al veí Hegau, Peterfels; cal esmentar també el menhir de Degernau i els dòlmens de Degernau. Més tard, els celtes es van assentar en aquest lloc i s'esmenta la tribu celta dels latobrigues (latobriga, alemany latobriger).
En l'època de l'Imperi Romà era un territori més enllà dels Alps i les campanyes de Juli Cèsar i les conquestes a Germània el van posar sota autoritat romana fins a la batalla del bosc de Teutoburg en temps d'August; però posteriorment els romans a poc a poc van retornar i formà part de la província de la Germania Superior (Alta Germania); després el Rin (el campament romà de Dangstetten), va formar una frontera natural com ho és avui. Jaciments romans es troben, entre altres llocs, a Schleitheim, Siblingen, Osterfingen, Beringen i Geislingen. Pel Klettgau va la calçada romana desenvolupada entre l'alt Rin i el Danubi superior. Per sota de Küssaburg van trobar els fonaments d'un temple gal·loromà. A més, el vi es remunta a l'època romana; el districte romà es trobava a l'Alt Rin entre Schaffhausen i Waldshut.
Als romans els van seguir la tribu dels Lentienser, dels alamans, que van dominar el Klettgau, el Hegau i el Linzgau entre finals del segle iii i el segle iv. Més tard, l'àrea de Klettgau va anar a mans dels francs. En els anys 481-511 Suàbia va ser dominada per Clodoveu I i el seu fill Clotari I; Clodoveu va derrotar els alamans en la batalla de Zülpich i llavors va pertànyer al regne franc d'Austràsia. Després de la caiguda de l'imperi franc de Carlemany el territori va ser redistribuït. El nom es va documentar per primera vegada l'any 792 indirectament i és esmentat per primera vegada per escrit a un 'Actum in pagum Chlegouve en el regnat de Lluís I el Pietós, en el govern del Papa Sergi II (844), durant un intercanvi de mercaderies entre Rinloz i el monestir de Rheinau. S'esmenta també com a Kleggau i Clecgouva.

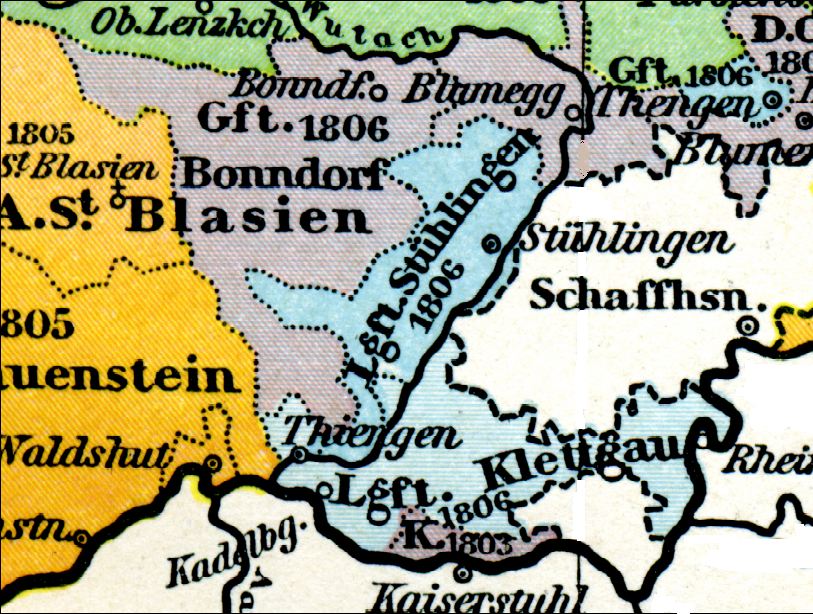
Mapa del landgraviat de Klettgau

L'imperi franc carolingi en la distribució de districtes comtals va donar lloc al segle VIII al comtat del Klettgau al Rin, entre Wutach i l'àrea de Randen; al nord els senyors de Bonndorf dependents del monestir de Sant Blai (sankt Blasien) i a l'oest i el convent de Säckingen, van tenir un paper important. L'àrea fou part del 911 al 1268 del ducat de Suàbia. Amb el temps, el Klettgau es va dividir en dos districtes, un dels quals era la part occidental de l'Albgau. Els comtes esmentats al Kletgau eren els abats laics de la important senyoria eclesiàstica de Rheinau. El Klettgau va estar en mans del duc Ernest de Suabia. Com a amic del comte de Kyburg, Werner, i després de la destrucció de Kyburg el 1027 per part de Conrad II, va començar la lenta decadència del poderós imperi Hohenstaufen.
Al segle xii formava un comtat en el que destacaven com a grans propietaris els senyors de Krenkingen, el comte de Küssaberg, el monestir de Tots Sants (Allerheiligen) a Schaffhausen i la diòcesi de Constança. La seu original estava a Altenburg més tard Jestetten. La població de Tiengen fou finalment la seu dels comtes. En gran part sota el domini dels comtes de Lupfen, de Stühlingen, va passar després a mans del monestir de Rheinau. Amb seu a Steinatal, castell prop de Tiengen, la família de Krenkingen eren de vegades el governants més poderós del Klettgau. Encara el 1389 amb Johan Krenkingen i Diethelm Krenkingen constituïen un poder destacat 
El 1282 va passar a mans dels comtes d'Habsburg-Laufenburg que van esdevenir landgravis el 1325. El landgraviat de Klettgau va existir a l'edat mitjana i fins al començament de l'edat moderna, i comprenia la regió de l'Alt Rin entre Schaffhausen i Waldshut; com a landgraviat Klettgau és esmentat per fonts que daten de vers 1315. Un landgraviat era de fet un comtat rural; els comtes d'Habsburgo-Laufenburg tenien seu a Altenburg. La família dels Habsburg ha arribat fins al dia d'avui. El darrer membre de la nissaga d'Habsburgo-Laufenburg, Joan IV, va morir sense successió mascle el 1408. Llavors el landgraviat va passar als comtes de Sulz (1410-1687); la filla de Joan IV, Ursula, es va casar el 1410 amb el comte Rodolf de Sulz, que així va adquirir el Klettgau amb les senyories de Krenkingen i Rottemberg. La residència primitiva dels nous comtes era Sulz am Neckar però ara residien a Tubinga (Tübingen).
La casa de Sulz va intentar - fins i tot en conflicte amb els Habsburgo - obtenir la jurisdicció i protecció del ric monestir de Rheinau al Klettgau, mentre que també hi va haver conflictes amb la ciutat de Schaffhausen. Com a base per a les seves freqüents accions violentes contra el monestir, es va utilitzar el castell de Bam, una de les fortaleses dels comtes de Sulz, que va ser destruït el 1449 per les tropes de la ciutat de Schaffhausen.
Durant la guerra el 1468, el Waldshuterkrieges al país del Klettgau va ser saquejat per les tropes federals. El 1482 la ciutat de Tiengen va passar als Sulz i va esdevenir la residència dels comtes, que a canvi van haver de renunciar al bisbat de Constança, a totes les reclamacions legals pel que fa a Hallau i Neunkirch. El 1478 els comtes de Sulz i la ciutat de Zuric van arribar a un acord de consenyoria sobre el Klettgau per 10 anys que el 1488 va esdevenir permanent. Després de 1488 el castell de Jestetten va passar als Sulz on també van residir temporalment. Els comtes de Sulz també dominaven al Küssaburg del que es van fer càrrec el 1492 i 1497 com un feu en penyora. A canvi va ser cedida Bohlingen a la diòcesi de Constança. Zuric aspirava a tot el Klettgau i aquest comtat-landgraviat va ser teatre el 1499 d'accions de la Guerra de Suàbia, i fou devastat per les tropes dels Habsburg, fins i tot la petita ciutat de Tiengen que va ser destruïda. El ducat de Suàbia va passar a Àustria el 1541 (i a Wuttemberg el 1805).
El 1603 governada Carles Lluís de Sulz. El 17 de juliol de 1651 el comte Joan Lluís de Sulz va vendre la Rafzerfeld amb tots els drets sobirans, a la ciutat de Zúric i el 1656 la part nord de la terra pertanyent a la província des de 1501, a la ciutat confederada de Schaffhausen. Així la part nord del comtat-landgraviat va quedar separada de l'antic comtat i des de 1651 el Rafzerfeld i el Regensberg (ja adquirit abans) va ser part del Zurichgau. El Rafzerfeld ja era una consenyoria dels Sulz i Zuric des de 1463 i la ciutat s'havia assegurat un dret preferent d'adquisició; el 1496 Zurich va adquirir la senyoria d'Eglisau amb la baixa justicia de Rafz, Wil i (des de 1478) Hüntwangen i Wasterkingen; però l'alta justicia i la sobirania formal no les va poder adquirir fins al 1651 aprofitant les dificultats financeres dels comtes de Sulz. Des de 1656 Schaffhausen va dominar el Klettgau septentrional que van formar més tard (1803) els districtes de l'Oberklettgau i Unterklettgau (que van existir fins al 1999). Schaffhausen havia anat adquirint drets a la zoma: Wilchingen (1371), Neunkirch i Hallau (1525, ocupades després d'un conflicte amb el bisbe de Constança), Neuhausen am Rheinfall (adquirida quan es va secularitzar l'abadia d'Allerheiligen o Tots els Sants el 1529), i Buchberg i Rüdlingen (al sud-est del Klettgau) adquirides el 1520; el 1657 va adquirir a més els drets d'alta justicia al comte de Sulz a canvi de la condonació de certes deutes.
La casa de Sulz es va extingir el 1698 i per herència de la filla i hereva Maria Anna de Sulz amb Ferran de Schwarzenberg, el Klettgau va passar a la casa de Schwarzenberg que va adoptar com a segon títol el de comtes de Sulz i com a tercer el de landgravis de Klettgau. Aquesta nissaga va posseir el landgraviat fins al 1805/1806 quan el territori va passar a formar part del Gran Ducat de Baden.

## Llista de comtes i landgravis
- Adilbert (vers 844)
- Udalric (vers 876)
- Gozpert (vers 878)
- Bertold, germà d'Erchanger
- Guntram el Ric, senyor al Breisgau
- Lanzelin
- Ratbod, possible germà de Rudolf d'Altenburg (alguns historiadors dubten d'aquest parentiu, i a més podria ser també oncle) el fundador del Monestir d'Ottmarsheim[1]
- Udaldric (al voltant de 1045)
- Liutold (al voltant de 1064)
- Gerung (al voltant de 1067)
- A partir de 1087 a 11 de juny de 1315 no es donen noms; en aquest moment eren els Habsburg de la línia de Habsburgo-Laufenburg. El comtat hauria arribat a mans de Rodolf III d'Habsburgo (Rodolf Schweigsamen), i d'aquest als seus fills.
- Joan IV d'Habsburgo-Laufenburg), el títol de landgrave apareix el 14 d'agost de 1328 (landgrave in pago Kleggoe)
- Rodolf III de Sulz 1405-1431 Landgravi de Klettgau de facto des de 1408 i de iure des de 1410
- Joan II, 1431-1483
- Alwig X, 1431-1493
- Rodolf IV, 1431-1487
- Rodolf V de Sulz 1493-1535 (1478 a Tiengen, † 1535 a Vaduz) des 1507 a Vaduz i Blumeneck, des de 1520 governador real de Württemberg, governador 1523/35 de l'Àustria Anterior.
- Joan Lluís I de Sulz 1536-1566
- Alwig XI de Sulz 1566-1572, de 1567 - 1572 governador de l'Àustria Anterior
- Partició dels dominis dels Sulz (1569) entre Klettgau i Vaduz (els dominis d'aquesta segona línia foren venuts entre 1613 i 1616)
- Carles Lluís I 1572-1590
- Alwig XII († 1572) 	1590-1632, des de 1567 governador de l'Alta Alsàcia
- Rodolf († 1620) 1605/1613 subgovernador a Alsàcia
- Carles Lluís II Ernest († 1648) 1590-1648, de 1621/1628 subgovernador a Alsàcia, 1622-162? governador de l'Àustria Anterior, 1634 governador imperial a Württemberg
- Ulric 	1648-1650
- Joan Lluís 	1648-1687
- Maria Anna 	1687-1698
- Ferran Guillem Eusebi, príncep de Schwarzenberg (nascut el 23 de maig de 1652 a Brussel·les, † 22 d'octubre de 1703), 1698-1703, casat amb Maria Anna
- Adam Francesc Carles de Schwarzenberg 1703-1732
- Josep I de Schwarzenberg (* 1742, † 1782) 1732-1782
- Joan I de Schwarzenberg (Joan Nepomucè I) 1782-1789
- Josep II de Schwarzenberg, que va perdre el 1806 el país. 1789-1806
- Venda del castell de Tiengen, del castell de Willmendingen i altres senyories el 19 de juliol de 1812 a la casa de Baden[2]
- Carles Lluís Frederic de Baden
- Lluís I de Baden
- Leopold de Baden
- Lluís II de Baden
- Frederic I de Baden
- Frederic II de Baden, abdicació el 22 de novembre de 1918.
- L'assemblea de Baden va ser dissolta per la Revolució d'Octubre i va passar a ser el Parlament de la República de Baden.

## El Klettgau modern
Després de la II Guerra Mundial, Baden i, per tant, Klettgau va quedar dins la zona francesa d'ocupació. El 1949 va formar part de l'estat de Baden creat per la llei fonamental de 23 de maig de 1949 dins la República Federal Alemanya; el 25 d'abril de 1952 es va fundar l'estat de Baden-Württemberg.